# Starčevo (otok)
Starčevo je crnogorski otok u Skadarskom jezeru. Nalazi se uz jugozapadnu obalu jezera, oko 760 metara od obale.
Starčevo je otok veličine 7 ha koji se nalazi u crnogorskom dijelu Skadarskog jezera. Na jugoistočnom dijelu otoka nalazi se obnovljeni pravoslavni manastir Starčeva Gorica, građen od 1376. do 1378. godine. U ovom samostanu prepisani su mnogi rukopisi. U sklopu manastira nalazi se i crkva posvećena Uspenju Presvete Bogorodice u kojoj se nalazi grob tiskara Božidara Vukovića Podgoričana.